# Giờ Brasil

Giờ chuẩn Standard từ tháng 2 đến tháng 11 (bao gồm mùa đông ở Nam bán cầu).
Sử dụng từ 18 tháng 2 năm 2018 đến 4 tháng 11 năm 2018.
UTC −05
UTC −04
UTC −03
UTC −02

Giờ mùa hè.
Sử dụng từ 4 tháng 11 năm 2018 đến 17 tháng 2 năm 2019.
UTC −05
UTC −04
UTC −03
UTC −02

Giờ Brasil được tính toán dựa trên giờ chuẩn, và giờ ở quốc gia này (bao gồm các đảo ngoài khơi) được chia thành 4 múi giờ – UTC-02, UTC-03, UTC-04 và UTC-05.
Chỉ một phần của quốc gia này sử dụng giờ tiết kiện ánh sáng ban ngày hoặc "giờ mùa hè" (tiếng Bồ Đào Nha: horário de verão), như tên gọi trong tiếng Bồ Đào Nha. Các khu vực này bao gồm các bang ở Nam Brasil, Đông Nam và Trung Tây.